# Sturm Kegel
Sturm Kegel (* 17. Dezember 1892 in Wehlheiden; † 13. Januar 1979 in Essen; vollständiger Name: Sturmius Maria Alfred Augustinus Kegel) war ein deutscher Architekt, Stadtplaner und Baubeamter. In den 1950er Jahren war er Direktor des Siedlungsverbands Ruhrkohlenbezirk (Ruhrsiedlungsverband; heute: Regionalverband Ruhr). Er gilt als Pionier der Luftreinhaltung in Deutschland.

## Familie
Sturm Kegel war der Sohn des Baumeisters Georg Kegel und wurde 1892 im heute zu Kassel gehörenden Wehlheiden geboren. Er war ein Urenkel des Kamtschatka-Erforschers Johann Karl Ehrenfried Kegel.

## Leben
Von 1912 bis 1920, unterbrochen durch den Ersten Weltkrieg, studierte er Architektur und Städtebau an der Technischen Hochschule Hannover. Er wurde wie sein Vater Mitglied der katholischen Studentenverbindung AV Gothia im KV. Nach dem Tode seines Vaters leitete er von 1913 – unterbrochen durch Kriegsdienst im Ersten Weltkrieg – bis 1920 noch das Architekturbüro seines Vaters in Kassel. 1920 schloss er sein Studium als Diplom-Ingenieur ab und war dann in Ludwigshafen als Regierungsbauführer (Referendar in der öffentlichen Bauverwaltung) tätig. Hier wurde er aktives Mitglied der gerade gegründeten katholischen Studentenverbindung K.St.V. Eckart Mannheim im KV. 1922 legte er das 2. Staatsexamen zum Regierungsbaumeister (Assessor) ab. In der Hierarchie der staatlichen Bauverwaltung brachte er es bis zum Regierungs- und Baurat. Von 1923 bis 1926 arbeitete er beim Reichsneubauamt Ludwigswinkel, ab 1926 bei der städtischen Bauverwaltung in Haspe, bei der Eingemeindung von Haspe nach Hagen 1929 wurde er als leitender Baubeamter übernommen.
Im Jahre 1934 kam er nach Essen und wirkte dort als Beigeordneter und Baudezernent, nach 1945 leitete er den Wiederaufbau der im Krieg stark zerstörten Stadt. Von 1951 bis zu seiner Pensionierung am 1. Januar 1958 amtierte Sturm Kegel als Verbandsdirektor des Siedlungsverbands Ruhrkohlenbezirk.

## Wirken
Kegel gilt als Pionier der Luftreinhaltung in Deutschland. Bereits 1952 stellte er ein eigenes Luftreinhaltekonzept in Form eines ausgearbeiteten Gesetzentwurfs öffentlich vor. Demnach sollten alle Luftverschmutzer des Reviers in einer Luft-Genossenschaft zusammengefasst werden, die technische Richtlinien für die Luftreinigung konzipieren und durchgreifende Reinigungsmaßnahmen veranlassen sollte. Die Großindustrie sollte aus eigenen Mitteln die zur Luftverbesserung nötigen Filter-Aggregate finanzieren. („Wer das Recht hat, viel Geld zu verdienen hat auch die Pflicht, das Land von Staub und Gas freizuhalten.“) Damit erreichte er, dass dieses Thema im öffentlichen Bewusstsein auftauchte und sich der Landtag von Nordrhein-Westfalen des Themas erstmals annahm.
Ehrenamtlich wirkte er im Verein zur Erhaltung der Xantener Stiftskirche, dessen Vorsitzender er ab 1961 war, und er trieb den Wiederaufbau der Stiftskirche voran. Er war stellvertretender Vorsitzender des Wissenschaftlichen Vereins für Verkehrswesen in Essen.
Kegel war ein begeisterter KVer, bis zu seinem Tode war er Vorsitzender des Altherrenvereins der Gothia Hannover, in deren Verbindungshaus ein Raum nach Sturmius Kegel benannt ist. Darüber hinaus war Kegel seit 1952 Ehrenphilister des K.St.V. Carolingia Aachen und Mitglied weiterer KV-Verbindungen.
1956 wurde er von Kardinal-Großmeister Nicola Kardinal Canali zum Ritter des Ritterordens vom Heiligen Grab zu Jerusalem ernannt und am 29. April 1956 durch Lorenz Jaeger, Großprior der deutschen Statthalterei, investiert.

## Schriften
- Das Ruhrgebiet. Gesicht einer Industrielandschaft. Verlag Die Schönen Bücher, 1952.
- Richard Gessner. Ein Maler sieht das Ruhrgebiet. 1953. (zusammen mit Otto Brües)
- Sonderheiten des rheinisch-westfälischen Wirtschaftsgebietes. Wissenschaftlicher Verein für Verkehrswesen, Essen 1953.
- Der Siedlungsverband Ruhrkohlenbezirk. Die ordnende Hand im Ruhrgebiet. Siedlungsverband Ruhrkohlenbezirk, Essen 1953. (zusammen mit Gerhard Steinhauer)
- Das Revier lebt nach harten Gesetzen. De Sonderheiten des Ruhrgebietes. Bundeszentrale für Heimatdienst, 1954. (zusammen mit Gerhard Steinhauer)
- Ordnung im Straßenverkehr geht alle an! Grundsätzliche Thesen und Forderungen zur Straßenverkehrspolitik. Wissenschaftlicher Verein für Verkehrswesen, Essen 1958.